# Prieuré d'Aubeterre
Le prieuré d'Aubeterre est un prieuré prémontré situé sur la commune de Broût-Vernet, dans le département de l'Allier, en France.

## Localisation
Il se trouve sur l'ancienne paroisse et commune du Vernet, entre la RD 2009 et la Sioule ; on y accède par la RD 36.

## Historique
D'après la tradition locale, le prieuré a été fondé vers le milieu du XIIe siècle par Gilbert de Neuffonts (saint Gilbert, patron du Bourbonnais) pour être le pendant féminin de l'abbaye Saint-Gilbert de Neuffonts. Son épouse Péronnelle (ou Pétronille) en devint prieure, et à sa suite leur fille Porcie.
Pétronille et Porcie furent inhumées dans la chapelle d'Aubeterre et furent vite vénérées comme des saintes. « Sainte Pétronille et sa fille sainte Porcie ont été inhumées dans la chapelle d'Aubeterre, non loin du village d'École. Près de leur tombeau avait été édifiée une petite construction comportant des arcades et dite la Sainte-Crenne. Les femmes stériles venaient en pèlerinage à Aubeterre, invoquant les deux saintes et se glissant à plat ventre sous les arceaux de la Sainte-Crenne, pour obtenir la fécondité. »
Le prieuré fut vendu comme bien national à la Révolution et la chapelle fut utilisée comme grange. Il semble que le pèlerinage ait alors été abandonné.
L'édifice est classé partiellement au titre des monuments historiques en 1977.

## Description
Il reste seulement l'ancienne chapelle, de style roman, dédiée à sainte Pétronille. Orientée, elle est composée d'une nef unique terminée par une abside voûtée en berceau. Elle conserve des peintures murales du début du XIIIe siècle, qui représentent des scènes de la vie du Christ, de sainte Marguerite, de sainte Barbe et de sainte Catherine.